# ليفي تي. غريفين
ليفي تي. غريفين هو محامي وسياسي أمريكي، ولد في 23 مايو 1837 في كلينتون في الولايات المتحدة، وتوفي في 17 مارس 1906 في ديترويت في الولايات المتحدة. نشط حزبياً في الحزب الديمقراطي. وقد انتخب عضو مجلس النواب الأمريكي ‏.